# Halowe Mistrzostwa Świata w Lekkoatletyce 1987 – bieg na 200 m mężczyzn
Bieg na 200 metrów mężczyzn – jedna z konkurencji biegowych rozgrywanych podczas halowych mistrzostw świata w  hali Hoosier Dome w Indianapolis. Eliminacje i półfinały zostały rozegrane 6 marca, a bieg finałowy 8 marca 1987. Zwyciężył reprezentant Stanów Zjednoczonych Kirk Baptiste. Tytułu zdobytego na światowych igrzyskach halowych w 1985 nie bronił Aleksandr Jewgienjew ze Związku Radzieckiego.

## Rezultaty

### Eliminacje
Rozegrano 6 biegów eliminacyjnych, do których przystąpiło 28 biegaczy. Awans do półfinałów dawało zajęcie jednego z pierwszych dwóch miejsc w swoim biegu (Q). Skład półfinałów uzupełniło sześciu zawodników z najlepszym czasem wśród przegranych (q).
Opracowano na podstawie materiału źródłowego.

#### Bieg 1
| Miejsce | Zawodnik             | Czas  | Uwagi       |
| ------- | -------------------- | ----- | ----------- |
| 1       | Bruno Marie-Rose     | 21,15 | Q           |
| 2       | Attila Kovács        | 21,58 | Q           |
| 3       | Leandro Peñalver     | 21,77 | q           |
| 4       | Esteban Carpio       | 22,53 | [ 1 ] [ 2 ] |
| –       | Cyril Brioche        | DQ    |             |
| –       | Mustapha Kamel Selmi | DNS   |             |

#### Bieg 2
| Miejsce | Zawodnik        | Czas  | Uwagi       |
| ------- | --------------- | ----- | ----------- |
| 1       | Władimir Kryłow | 21,65 | Q           |
| 2       | Dazel Jules     | 21,79 | Q           |
| 3       | William George  | 23,59 | [ 1 ] [ 2 ] |
| –       | Victor Edet     | DNS   |             |
| –       | David Kitur     | DNS   |             |

#### Bieg 3
| Miejsce | Zawodnik        | Czas  | Uwagi       |
| ------- | --------------- | ----- | ----------- |
| 1       | James Butler    | 21,27 | Q           |
| 2       | Cyprian Enweani | 21,32 | Q           |
| 3       | Antonio Sánchez | 21,81 | q           |
| 4       | Harouna Palé    | 21,95 | q,          |
| 5       | Lenford O’Garro | 22,65 | [ 1 ] [ 2 ] |
| –       | Fabian Whymns   | DNS   |             |

#### Bieg 4
| Miejsce | Zawodnik          | Czas  | Uwagi       |
| ------- | ----------------- | ----- | ----------- |
| 1       | Clive Wright      | 21,61 | Q           |
| 2       | Robson da Silva   | 21,63 | Q           |
| 3       | John Anzrah       | 22,40 | [ 1 ] [ 2 ] |
| 4       | Trevor Davis      | 22,72 | [ 1 ] [ 2 ] |
| 5       | Sunday Olweny     | 23,02 | [ 1 ] [ 2 ] |
| –       | Ronald Desruelles | DNS   |             |

#### Bieg 5
| Miejsce | Zawodnik          | Czas  | Uwagi       |
| ------- | ----------------- | ----- | ----------- |
| 1       | Gilles Quénéhervé | 21,05 | Q           |
| 2       | Mykoła Razhonow   | 21,19 | Q           |
| 3       | Donovan Reid      | 21,40 | q           |
| 4       | Jimmy Flemming    | 22,36 |             |
| 5       | Carl Chicksen     | 22,84 | [ 1 ] [ 2 ] |
| –       | Greg Meghoo       | DNS   |             |

#### Bieg 6
| Miejsce | Zawodnik       | Czas  | Uwagi       |
| ------- | -------------- | ----- | ----------- |
| 1       | Kirk Baptiste  | 21,36 | Q           |
| 2       | Erwin Skamrahl | 21,64 | Q           |
| 3       | Neville Hodge  | 21,83 | q,          |
| 4       | Marco Mautinho | 22,17 | q,          |
| 5       | Rodney Cox     | 23,05 | [ 1 ] [ 2 ] |
| –       | Gabriel Okon   | DNS   |             |

### Półfinały
Rozegrano 3 biegi półfinałowe, w których wystartowało 18 biegaczy. Awans do finału dawało zajęcie jednego z dwóch pierwszych miejsc w swoim biegu (Q).
Opracowano na podstawie materiału źródłowego.

#### Bieg 1
| Miejsce | Zawodnik          | Czas  | Uwagi |
| ------- | ----------------- | ----- | ----- |
| 1       | Kirk Baptiste     | 20,91 | Q     |
| 2       | Gilles Quénéhervé | 21,39 | Q     |
| 3       | Cyprian Enweani   | 21,48 |       |
| 4       | Dazel Jules       | 21,57 |       |
| 5       | Leandro Peñalver  | 21,95 |       |
| –       | Władimir Kryłow   | DNS   |       |

#### Bieg 2
| Miejsce | Zawodnik         | Czas  | Uwagi |
| ------- | ---------------- | ----- | ----- |
| 1       | Bruno Marie-Rose | 21,12 | Q     |
| 2       | Donovan Reid     | 21,30 | Q     |
| 3       | Erwin Skamrahl   | 21,48 |       |
| 4       | Dazel Jules      | 21,79 |       |
| 5       | Attila Kovács    | 21,95 |       |
| –       | Marco Mautinho   | DNS   |       |

#### Bieg 3
| Miejsce | Zawodnik        | Czas  | Uwagi |
| ------- | --------------- | ----- | ----- |
| 1       | James Butler    | 20,97 | Q     |
| 2       | Robson da Silva | 21,21 | Q     |
| 3       | Mykoła Razhonow | 21,42 |       |
| 4       | Clive Wright    | 21,73 |       |
| 5       | Neville Hodge   | 22,26 |       |
| –       | Antonio Sánchez | DNS   |       |

### Finał
Opracowano na podstawie materiału źródłowego.
| Miejsce | Zawodnik          | Czas  | Uwagi |
| ------- | ----------------- | ----- | ----- |
| 1       | Kirk Baptiste     | 20,70 | [ 5 ] |
| 2       | Bruno Marie-Rose  | 20,89 |       |
| 3       | Robson da Silva   | 20,92 |       |
| 4       | Gilles Quénéhervé | 20,97 |       |
| 5       | James Butler      | 21,05 |       |
| 6       | Donovan Reid      | 21,53 |       |